# キアネラ属
キアネラ属（キアネラぞく、Cyanella）は、テコフィレア科に含まれる属の一つ。シアネラ属とも呼ばれる。

## 概要
アフリカの南アフリカ共和国やナミビア、レソトの亜熱帯地域に自生する球根植物である。西オーストラリア州にも一部種が導入されている。花は白色、紫色、青紫色、黄色の品種があり、その中でもルテア種（C. lutea）は、花弁に縦縞模様が入る。花弁は六枚で上下三枚向かい合って付く。中心部には黄色の突起があり、ジャガイモ、トマト、ナス等の花に似ている。花は総状花序で、外花被と内花被が同化した同花被花となっている。スイセン属の副花冠の様に見える中心部分は雌蕊である。花茎にまばらに付く。葉は糸状の種が多いが、ヒアシントイデス種（C. hyacinthoides）の様にササの様な葉を持つ種がある。花には芳香がある。

## 栽培方法
植え付けは10～11月に行う。植える深さは2～3㎝、球根間の間隔も同じように取る。花期は春ごろで、花茎が立ち上がって来る時期には水をできるだけ切らさないようにする。耐寒性に乏しく氷点下の環境下では枯死するので注意する。休眠期には掘り上げてネット等に入れて日陰で乾燥させておくと良い。分球しにくい性質を持つので種子で増やした方が効率良く増やせる。

## 名称について
属名のCyanellaの由来は、ラテン語でcyaneus（暗い藍色）という言葉が語源となっており、花色にちなむ。

## 下位分類

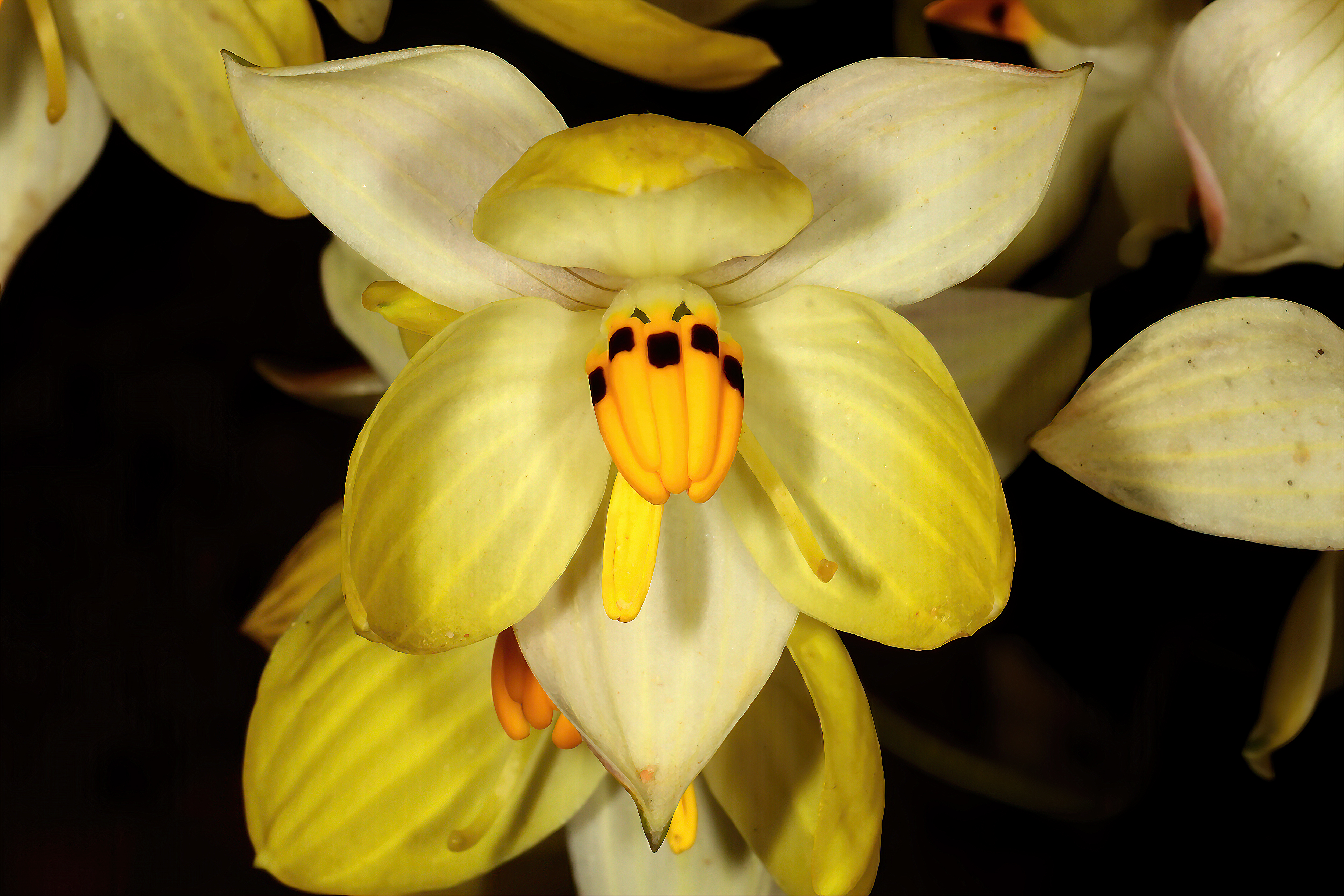
アルバ種の黄花の種

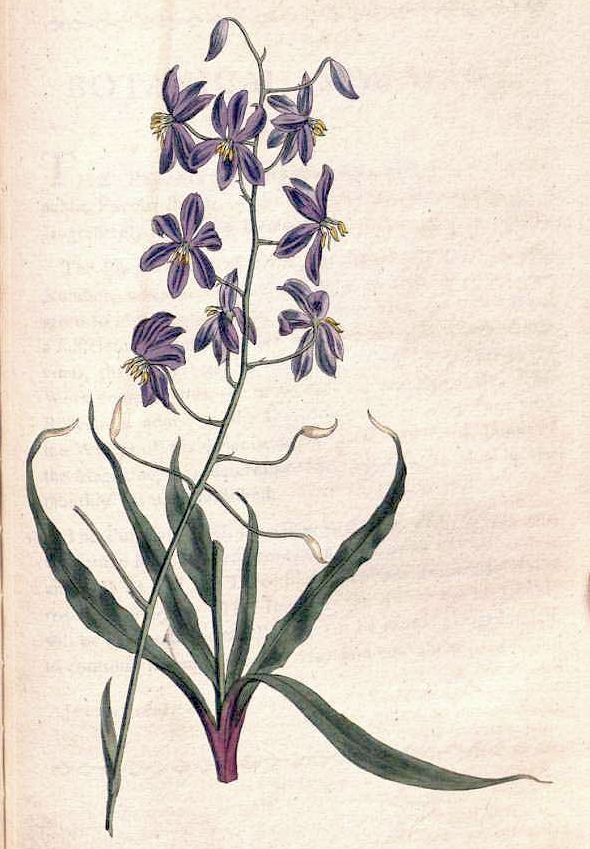
ヒアシントイデス種

キアネラ属は10種類程度、亜種に5種類程度が認められる。

### 栽培される種
- キアネラ・アルバ

　（Cyanella alba）
南アフリカ共和国に生息する種類。種小名は白いという意味。亜種に（C. alba subsp. flavescens）（C. alba subsp. minor）の２種類がある。
- キアネラ・ヒアシントイデス

　（Cyanella hyacinthoides）
南アフリカ共和国に自生する種で、西オーストラリア州に導入されている種。草姿がヒヤシンス属に似ている事が種小名の由来。
- キアネラ・ルテア

　（Cyanella lutea）
ナミビア、南アフリカ共和国に自生する種。花色は紫、黄色があり、縦縞が花弁にある。

### その他の種
- Cyanella aquatica Oberm. ex G.Scott
- Cyanella hyacinthoides Royen ex L.
- Cyanella lutea L.f.
- Cyanella marlothii J.C.Manning & Goldblatt
- Cyanella orchidiformis Jacq.
- Cyanella pentheri Zahlbr.
- Cyanella ramosissima

## ギャラリー

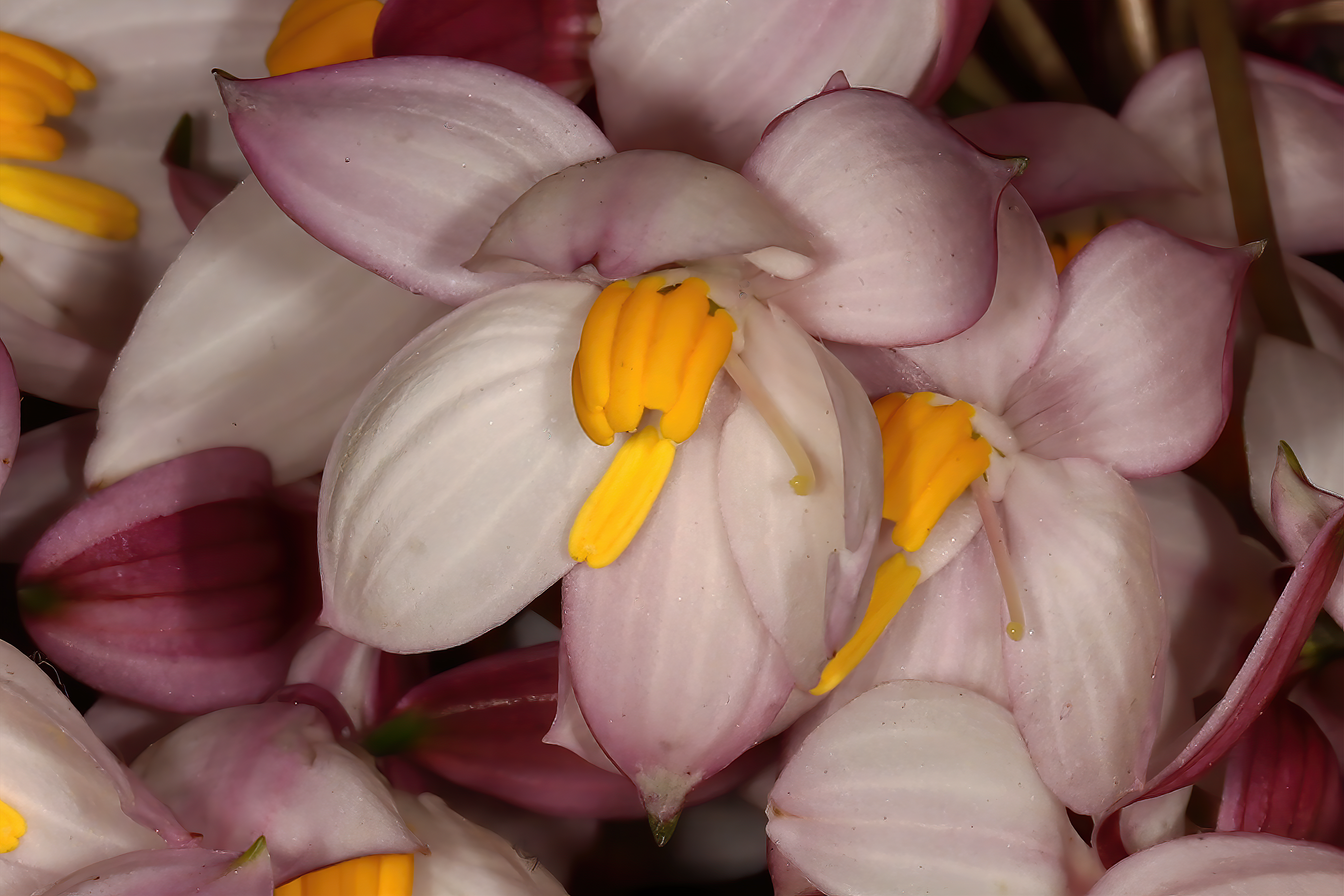
アルバ種
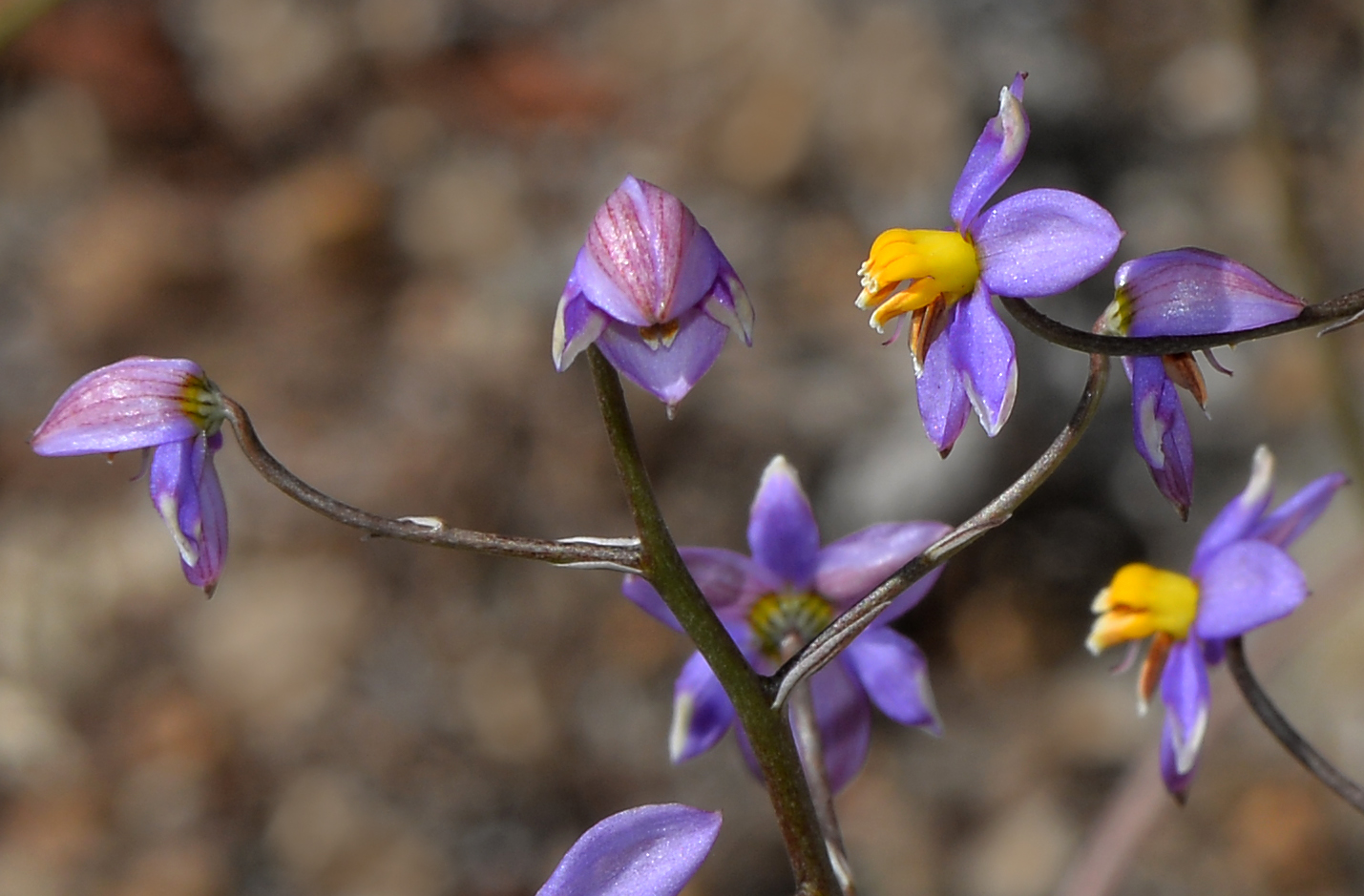
ヒアシントイデス種
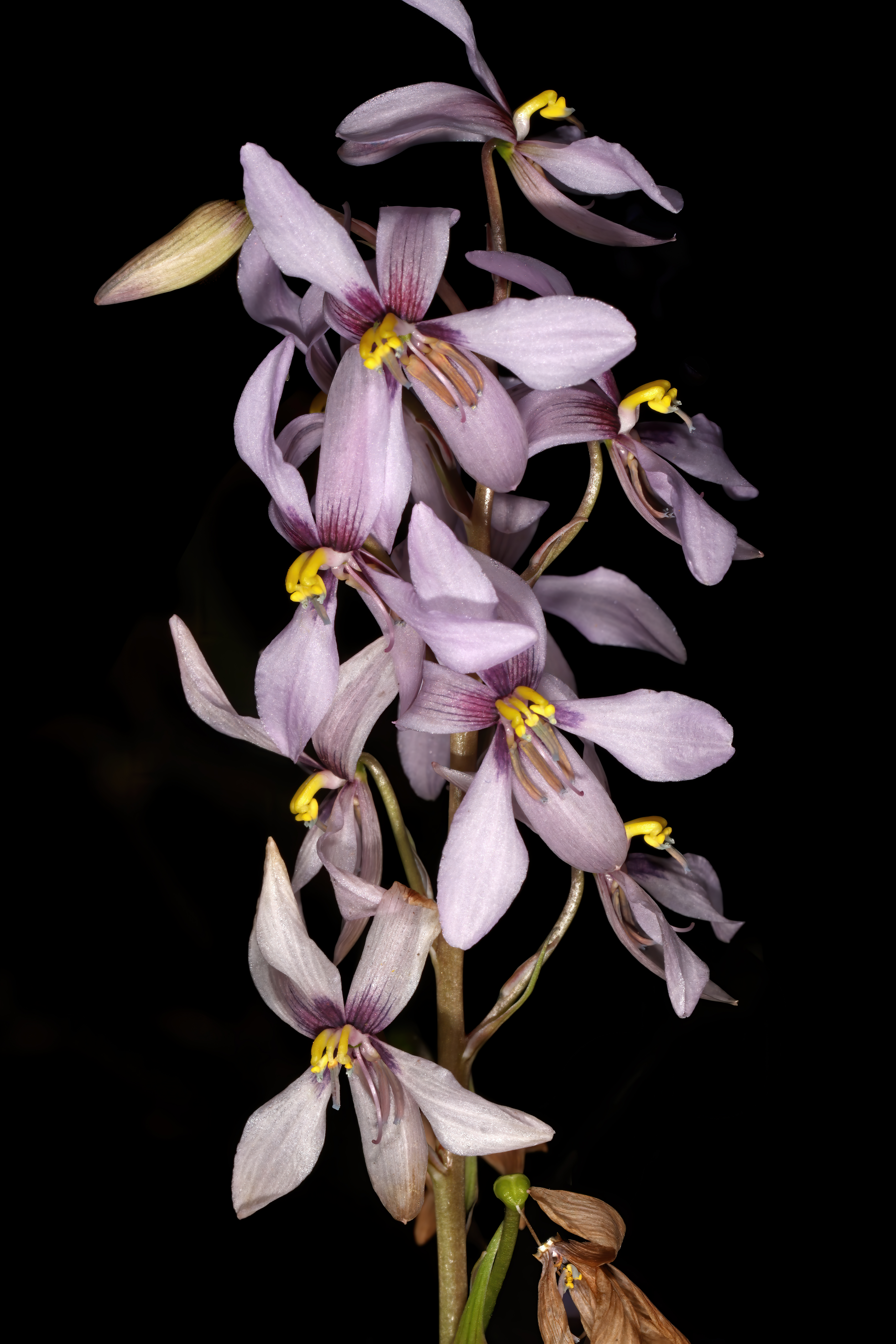
オーキディフォルミス種